# Maruv

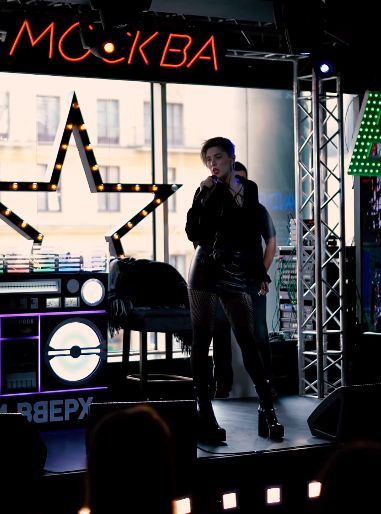
Maruv, 2019

Maruv (eigentlich ukrainisch Ганна Борисівна Корсун Hanna Boryssiwna Korsun; * 15. Februar 1992 in Pawlohrad, Ukraine) ist eine ukrainische Sängerin und Komponistin.

## Leben und Karriere
Korsun wurde 1992 in Pawlohrad geboren. 2014 absolvierte sie ihr Studium an der Nationalen Technischen Universität „Polytechnisches Institut Charkiw“. Obwohl sie während ihres Studiums wenig Zeit für Musik hatte, nahm sie am ukrainischen Wettbewerb The voice of the country. Reboot teil und erreichte das Finale. In der gleichen Zeit lernte sie ihren heutigen Ehemann, den PR-Manager der Band The Pringlez, Oleksandr Korsun kennen. 2015 nahm die Band am New Wave Festival teil. Außerdem nahmen sie am Widbir 2016 teil, der ukrainischen Vorentscheidung zum Eurovision Song Contest 2016.
2017 änderte die Band The Pringlez ihren Namen zu Maruv. Neben dem Namen änderte die Band auch ihren Musikstil. 2017 veröffentlichten sie ihr Debütalbum Stories, welches Lieder auf Ukrainisch, Russisch und Englisch enthält. Im gleichen Jahr traf Korsun auf Mikhail Busin, einen Gitarristen und DJ, der Lieder unter dem Pseudonym „Boosin“ veröffentlicht. Zusammen gründeten sie das Label Zori Sound und veröffentlichten Musik unter den Namen Maruv & Boosin. Ihr erstes Lied hieß Spini; ihr zweites Lied Drunk Groove war sehr erfolgreich in der Ukraine. Am 10. Juni 2018 sangen die beiden ihr Lied zur Fußball-Weltmeisterschaft 2018 auf einem Konzert in Moskau. Am 28. September 2018 veröffentlichten sie ihr Debütalbum Black Water.
2019 nahm Korsun unter dem Namen „Maruv“ mit ihrem selbst geschriebenen Lied Siren Song am Widbir 2019 teil und gewann damit die ukrainische Vorentscheidung zum Eurovision Song Contest 2019 in Tel Aviv, Israel. Korsun sollte mit dem Sender UA:Perschyj einen Vertrag abschließen, der u. a. besagte, dass sie bis Mai 2019 alle ihre Konzerte in Russland absagen müsse sowie bis zum ESC 2019 keine öffentlichen Auftritte in dem Land wahrnehmen dürfe. Nachdem sie bis zum 25. Februar 2019 den Vertrag nicht unterschrieb, gaben sowohl Korsun als auch UA:Perschyj bekannt, dass sie nicht in Tel Aviv antreten werde. In den Regeln vom Widbir 2019 war nicht festgeschrieben, dass die Teilnehmer nicht in Russland öffentlich auftreten dürfen.

## Diskografie

### Alben
- 2017: Stories
- 2018: Black Water
- 2021: No Name

### EPs
- 2019: Hellcat Story
- 2020: Fatality (als Shlakoblochina)
- 2023: Love Songs (als Sharlotta Ututu)
- 2025: Dirty Thoughts
- 2025: La Diosa De Amor

### Singles (Auswahl)
- 2018: Drunk Groove (mit Boosin)
- 2018: Focus On Me
- 2018: Black Water
- 2018: For You (mit Faruk Sabancı)
- 2019: Siren Song
- 2019: Mon Amour (mit Mosimann)
- 2019: Между нами
- 2019: If You Want Her
- 2019: To Be Mine
- 2019: По льду (mit Jah Khalib)
- 2020: I Want You (mit Boosin)
- 2020: Sad Song
- 2020: Maria
- 2020: Есть только миг (mit Danya Milokhin)
- 2021: Call 911 (mit Sickotoy)
- 2021: Candy Shop
- 2021: Прощай